# ヤン・コジェルフ

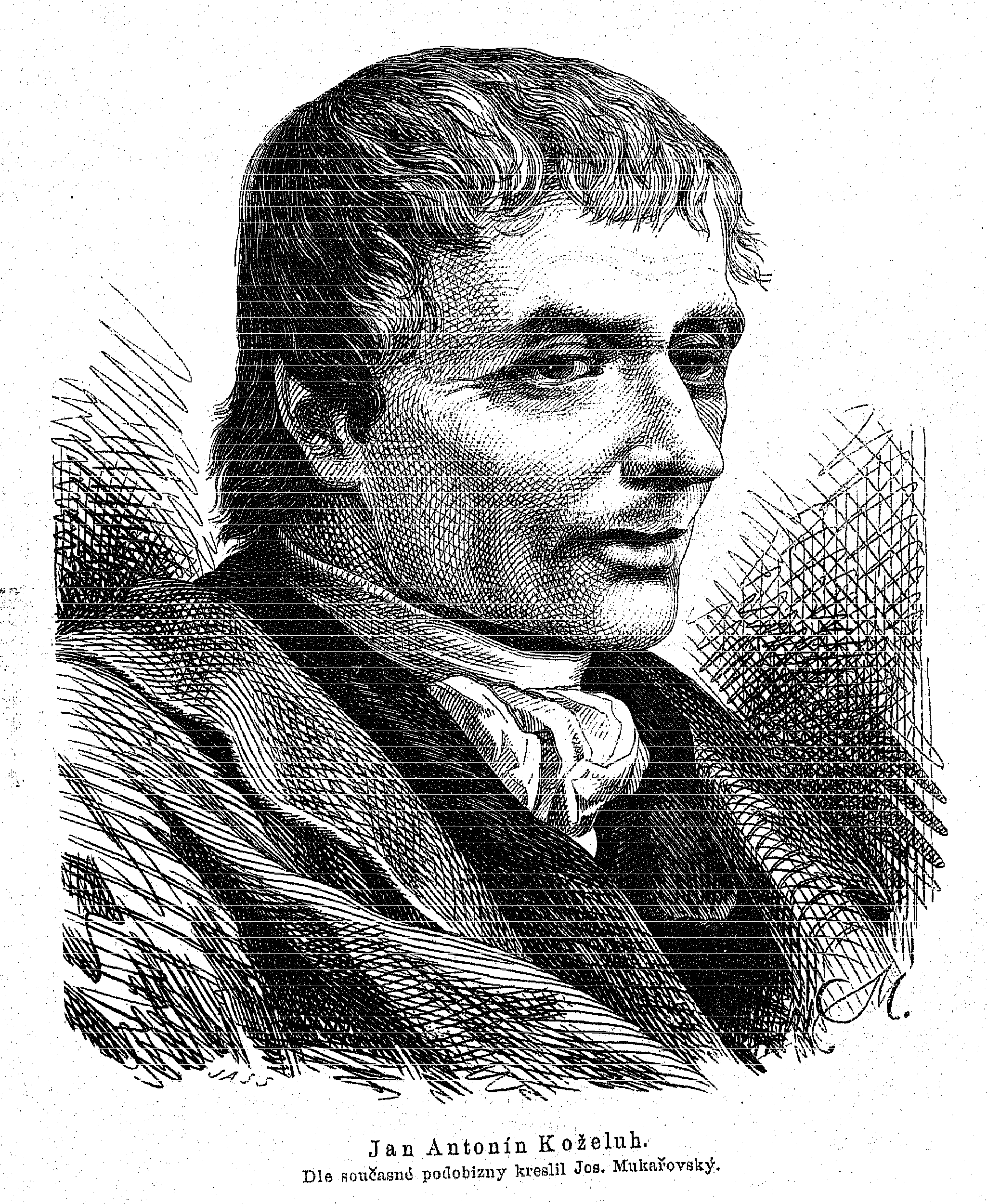
ヤン・アントニーン・コジェルフ

ヤン・アントニーン・コジェルフ（Jan Antonín Koželuh, 1738年12月14日 ヴェルヴァリ - 1814年2月3日 プラハ）は、チェコ出身の作曲家。本名はヤン・エヴァンゲリスタ・アントニーン・トマーシュ・コジェルフ（Jan Evangelista Antonín Tomáš Koželuh）。生前はヨハン・アントン・コツェルフ（Johann Anton Ko(t)zeluch）というドイツ語名で知られた。モーツァルトのライヴァルとして有名なレオポルト・アントニーン・コジェルフの従兄である。
ブジェーズニツェのイエズス会の神学校と、プラハのヨセフ・セゲルに学ぶ。ウィーンでクリストフ・ヴィリバルト・グルックとフロリアン・レオポルト・ガスマンの薫陶を受ける。ガスマンの死後はアントニオ・サリエリのもとで徒弟時代を終えた。
その後プラハの宮廷楽長に就任し、1784年から同じくプラハの聖ヴィトゥス聖堂の楽長を務める。ストラホフ修道院のオルガニストをほぼ40年間に渡ってつとめた。
作品として、16曲のミサ曲やレクイエムのほか、オラトリオ1曲、イタリア語オペラ2曲、オーボエ協奏曲（未完・第二楽章まで） とファゴット協奏曲などを遺した。

## 作品
- ファゴット協奏曲　ハ長調 【カメラータ・アカデミカ・ザルツブルクによる演奏例】
- 歌劇 《インドのアレッサンドロ》 3幕のオペラ・セリア　1769年
- 歌劇 《デモフォーンテ》 3幕のオペラ・セリア　1772年
- 田園のミサ曲 Missa Pastoralis ニ長調 【プラハ交響楽団などによる演奏例】